# Lista odcinków serialu Baskets
Poniżej znajduje się lista odcinków serialu telewizyjnego Baskets – emitowanego przez amerykańską stację kablową   FX od 21 stycznia 2016 roku do 22 sierpnia 2019 roku. Powstały 4 serię, które łącznie składają się z 40 odcinków. W Polsce serial nie był emitowany.
| Sezon | Sezon | Odcinki | Oryginalna emisja | Oryginalna emisja | Oryginalna emisja | Oryginalna emisja | Oryginalna emisja |
| Sezon | Sezon | Odcinki | Premiera sezonu   | Finał sezonu      | Premiera sezonu   | Finał sezonu      |                   |
| ----- | ----- | ------- | ----------------- | ----------------- | ----------------- | ----------------- | ----------------- |
|       | 1     | 10      | 21 stycznia 2016  | 24 marca 2016     | —                 | —                 |                   |
|       | 2     | 10      | 19 stycznia 2017  | 23 marca 2017     | —                 | —                 |                   |
|       | 3     | 10      | 23 stycznia 2018  | 27 marca 2018     | —                 | —                 |                   |
|       | 4     | 10      | 13 czerwca 2019   | 22 sierpnia 2019  | —                 | —                 |                   |

## Sezon 1 (2016)
| Nr | #  | Tytuł                 | Reżyseria       | Scenariusz                     | Premiera         | Premiera     |
| -- | -- | --------------------- | --------------- | ------------------------------ | ---------------- | ------------ |
| 1  | 1  | Renoir                | Jonathan Krisel | Louis C.K. & Zach Galifianakis | 21 stycznia 2016 | nieemitowany |
| 2  | 2  | Trainee               | Jonathan Krisel | Rebecca Drysdale               | 28 stycznia 2016 | nieemitowany |
| 3  | 3  | Strays                | Jonathan Krisel | Graham Wagner                  | 4 lutego 2016    | nieemitowany |
| 4  | 4  | Easter in Bakersfield | Jonathan Krisel | Samuel D. Hunter               | 11 lutego 2016   | nieemitowany |
| 5  | 5  | Uncle Dad             | Jonathan Krisel | Samuel D. Hunter               | 18 lutego 2016   | nieemitowany |
| 6  | 6  | DJ Twins              | Jonathan Krisel | Jonathan Krisel                | 25 lutego 2016   | nieemitowany |
| 7  | 7  | Cowboys               | Jonathan Krisel | Graham Wagner                  | 3 marca 2016     | nieemitowany |
| 8  | 8  | Sugar Pie             | Jonathan Krisel | Jonathan Krisel                | 10 marca 2016    | nieemitowany |
| 9  | 9  | France                | Jonathan Krisel | Rebecca Drysdale               | 17 marca 2016    | nieemitowany |
| 10 | 10 | Family Portrait       | Jonathan Krisel | Jonathan Krisel                | 24 marca 2016    | nieemitowany |

## Sezon 2 (2017)
| Nr | #  | Tytuł                 | Reżyseria       | Scenariusz                     | Premiera         | Premiera     |
| -- | -- | --------------------- | --------------- | ------------------------------ | ---------------- | ------------ |
| 11 | 1  | Freaks                | Jonathan Krisel | Jonathan Krisel                | 19 stycznia 2017 | nieemitowany |
| 12 | 2  | Reverie               | Jonathan Krisel | Graham Wagner                  | 26 stycznia 2017 | nieemitowany |
| 13 | 3  | Bail                  | Jonathan Krisel | Samuel D. Hunter               | 2 lutego 2017    | nieemitowany |
| 14 | 4  | Ronald Reagan Library | Jonathan Krisel | Samuel D. Hunter               | 9 lutego 2017    | nieemitowany |
| 15 | 5  | Fight                 | Jonathan Krisel | Graham Wagner                  | 16 lutego 2017   | nieemitowany |
| 16 | 6  | Marthager             | Jonathan Krisel | Karen Kilgariff, Graham Wagner | 23 lutego 2017   | nieemitowany |
| 17 | 7  | Denver                | Jonathan Krisel | Samuel D. Hunter               | 2 marca 2017     | nieemitowany |
| 18 | 8  | Funeral               | Jonathan Krisel | Jonathan Krisel, Rachele Lynn  | 9 marca 2017     | nieemitowany |
| 19 | 9  | Yard Sale             | Jonathan Krisel | Jonathan Krisel                | 16 marca 2017    | nieemitowany |
| 20 | 10 | Circus                | Jonathan Krisel | Jonathan Krisel                | 23 marca 2017    | nieemitowany |

## Sezon 3 (2017)
| Nr | #  | Tytuł                | Reżyseria       | Scenariusz                        | Premiera         | Premiera     |
| -- | -- | -------------------- | --------------- | --------------------------------- | ---------------- | ------------ |
| 21 | 1  | Wild Horses          | Jonathan Krisel | Jonathan Krisel                   | 23 stycznia 2018 | nieemitowany |
| 22 | 2  | Finding Eddie        | Jonathan Krisel | Karen Kilgariff                   | 30 stycznia 2018 | nieemitowany |
| 23 | 3  | Crash                | Jonathan Krisel | Danica Radovanov, Jonathan Krisel | 6 lutego 2018    | nieemitowany |
| 24 | 4  | A Night at the Opera | Jonathan Krisel | Theresa Mulligan Rosenthal        | 13 lutego 2018   | nieemitowany |
| 25 | 5  | Sweat Equity         | Jonathan Krisel | John Levenstein                   | 20 lutego 2018   | nieemitowany |
| 26 | 6  | Thanksgiving         | Jonathan Krisel | Jonathan Krisel                   | 27 lutego 2018   | nieemitowany |
| 27 | 7  | Women's Conference   | Jonathan Krisel | Theresa Mulligan Rosenthal        | 6 marca 2018     | nieemitowany |
| 28 | 8  | Commercial           | Jonathan Krisel | Karen Kilgariff                   | 13 marca 2018    | nieemitowany |
| 29 | 9  | Basque-ets           | Jonathan Krisel | Samuel D. Hunter                  | 20 marca 2018    | nieemitowany |
| 30 | 10 | New Year's Eve       | Jonathan Krisel | Samuel D. Hunter                  | 27 marca 2018    | nieemitowany |

## Sezon 4 (2019)
| Nr | #  | Tytuł                           | Reżyseria       | Scenariusz                 | Premiera         | Premiera     |
| -- | -- | ------------------------------- | --------------- | -------------------------- | ---------------- | ------------ |
| 31 | 1  | Cat People                      | Jonathan Krisel | Jonathan Krisel            | 13 czerwca 2019  | nieemitowany |
| 32 | 2  | Baby Chip                       | Jonathan Krisel | Danica Radovanov           | 20 czerwca 2019  | nieemitowany |
| 33 | 3  | Homemakers                      | Jonathan Krisel | Samuel D. Hunter           | 27 czerwca 2019  | nieemitowany |
| 34 | 4  | Affirmations                    | Jonathan Krisel | L.T. Verrastro             | 11 lipca 2019    | nieemitowany |
| 35 | 5  | Denver Revisited                | Jonathan Krisel | Samuel D. Hunter           | 18 lipca 2019    | nieemitowany |
| 36 | 6  | Common Room Wake                | Jonathan Krisel | John Levenstein            | 25 lipca 2019    | nieemitowany |
| 37 | 7  | Housewarming                    | Jonathan Krisel | Theresa Mulligan Rosenthal | 1 sierpnia 2019  | nieemitowany |
| 38 | 8  | Grandma's Day                   | Jonathan Krisel | Karen Kilgariff            | 8 sierpnia 2019  | nieemitowany |
| 39 | 9  | Mrs. Baskets Goes to Sacramento | Jonathan Krisel | Carrie Kemper              | 15 sierpnia 2019 | nieemitowany |
| 40 | 10 | Moving On                       | Jonathan Krisel | Jonathan Krisel            | 22 sierpnia 2019 | nieemitowany |